# Elfi Deufl
Elfi Deufl , née le 28 octobre 1958 à Waidhofen an der Ybbs, est une skieuse alpine autrichienne.

## Résultats sportifs

### Coupe du monde
- Résultat au classement général : 29e en 1975. : 18e en 1976. : 32e en 1977.